# Michael Brendli
Michael "Mike" S. Brendli (Suffolk County (New York), 26 maart 1983) is een Amerikaans professioneel worstelaar die momenteel worstelt voor Ring of Honor als Mike Mondo. Hij is vooral bekend van zijn tijd bij World Wrestling Entertainment als Spirit Squad-lid Mikey in 2006. 

## In het worstelen
- Finishers
  - Facebuster
  - Running sitout crucifix powerbomb
  - Senton bomb

- Managers
  - Kenny Bolin
  - Da Beast

- Bijnaam
  - "The Giant Killer"

## Prestaties
- New York Wrestling Connection
  - NYWC Heavyweight Championship (2 keer)

- Ohio Valley Wrestling
  - OVW Heavyweight Championship (2 keer)
  - OVW Southern Tag Team Championship (1 keer: me Turcan Celik)
  - OVW Television Championship (1 keer)
  - OVW Triple Crown Champion (6de)

- World Wrestling Entertainment
  - World Tag Team Championship (1 keer) – als lid van de Spirit Squad